# Nastri d'argento 1994
Els Nastri d'argento 1994 foren la 49a edició de l'entrega dels premis Nastro d'Argento (Cinta de plata) que va tenir lloc el 1994.

## Guanyadors

### Millor director
- Nanni Moretti - Caro diario
- Silvio Soldini - Un'anima divisa in due
- Francesca Archibugi - Il grande cocomero
- Roberto Faenza - Jona che visse nella balena
- Ricky Tognazzi - La scorta

### Millor director novell
- Pappi Corsicato - Libera
- Wilma Labate - Ambrogio
- Leone Pompucci - Mille bolle blu
- Gianpaolo Tescari - Tutti gli uomini di Sara

### Millor productor
- Fulvio Lucisano, Leo Pescarolo i Guido De Laurentiis - Il grande cocomero
- Nanni Moretti i Angelo Barbagallo - Caro diario
- Aurelio De Laurentiis i Luigi De Laurentiis - Per amore, solo per amore
- Giovanni Bertolucci - Dove siete? Io sono qui
- Elda Ferri - Jona che visse nella balena

### Millor argument
- Francesca Archibugi - Il grande cocomero
- Nanni Moretti - Caro diario
- Maurizio Zaccaro - L'Articolo 2
- Franco Bernini, Angelo Pasquini i Gabriele Salvatores - Sud
- Pappi Corsicato - Libera

### Millor guió
- Francesca Archibugi - Il grande cocomero
- Suso Cecchi D'Amico i Cristina Comencini - La fine è nota
- Maurizio Zaccaro - L'Articolo 2
- Roberto Faenza - Jona che visse nella balena
- Liliana Cavani i Italo Moscati - Dove siete? Io sono qui

### Millor actor protagonista
- Paolo Villaggio - Il segreto del bosco vecchio
- Sergio Castellitto - Il grande cocomero
- Nanni Moretti - Caro diario
- Fabrizio Bentivoglio - Un'anima divisa in due
- Carlo Cecchi, Ricky Memphis, Enrico Lo Verso, Claudio Amendola i Tony Sperandeo - La scorta

### Millor actriu protagonista
- Chiara Caselli - Dove siete? Io sono qui
- Galatea Ranzi - Fiorile
- Nancy Brilli - Tutti gli uomini di Sara
- Iaia Forte - Libera
- Alessia Fugardi - Il grande cocomero

### Millor actriu no protagonista
- Milena Vukotic - Fantozzi in paradiso
- Marina Confalone - Arriva la bufera
- Anna Mazzamauro - Fantozzi in paradiso
- Cristina Donadio - Libera
- Asia Argento - Condannato a nozze

### Millor actor no protagonista
- Alessandro Haber - Per amore, solo per amore
- Claudio Bigagli - Fiorile
- Felice Andreasi - Un'anima divisa in due
- Leo Gullotta - La scorta
- Gigi Reder - Fantozzi in paradiso

### Millor banda sonora
- Federico De Robertis - Sud
- Pino Donaggio - Dove siete? Io sono qui
- Riz Ortolani - Magnificat
- Ennio Morricone - Jona che visse nella balena
- Nicola Piovani - Caro diario

### Millor fotografia
- Vittorio Storaro - El petit buda (Little Buddha)
- Giuseppe Lanci - Fiorile
- Tonino Delli Colli - Bitter Moon (Bitter Moon)
- Carlo Di Palma - Misteriós assassinat a Manhattan (Manhattan Murder Mystery)
- Dante Spinotti - Il segreto del bosco vecchio

### Millor vestuari
- Gabriella Pescucci - L'edat de la innocència (The Age of Innocence)
- Antonella Berardi - La fine è nota
- Lina Nerli Taviani - Fiorile
- Maurizio Millenotti - Il segreto del bosco vecchio
- Sissi Parravicini - Magnificat

### Millor escenografia
- Dante Ferretti - L'edat de la innocència (The Age of Innocence)
- Gianni Sbarra - Fiorile
- Giuseppe Pirrotta - Magnificat
- Paolo Biagetti - Il segreto del bosco vecchio
- Ferdinando Scarfiotti - Toys (Toys)

### Millor doblatge femení i masculí
- Alessandra Korompay - per la veu de Juliette Binoche a Tres colors: Blau (Trois couleurs: Bleu)
- Giancarlo Giannini - per la veu d'Al Pacino a Atrapat pel passat

### Director del millor curtmetratge
- Andrea Marzari - La caccia

### Millor productor de curtmetratge
- Corona Cinematografica - pel conjunt de la seva producció

### Millor pel·lícula estrangera
- Robert Altman - Vides encreuades (Short Cuts)
- Clint Eastwood – Sense perdó (Unforgiven)
- Neil Jordan - Joc de llàgrimes (The Crying Game)
- Chen Kaige - Adéu a la meva concubina (Ba wang bie ji)
- Jane Campion - El piano (The Piano)

### Nastro d'Argento europeu
- Ken Loach – Plouen pedres (Raining Stones)
- Edgar Reitz - Die zweite Heimat – Chronik einer Jugend
- Wim Wenders - In weiter Ferne, so nah! (In weiter Ferne, so nah!)
- Stephen Frears - The Snapper
- Alain Resnais - No Smoking